# ギオルギ・アルセニシヴィリ
ギオルギ・アルセニシヴィリ（グルジア語: გიორგი არსენიშვილი、Giorgi Arsenishvili、1942年1月5日 - 2010年11月17日）は、グルジアの数学者、政治家。2000年から2001年にかけて同国国家大臣（首相）を務めた。

## 生涯
1942年、カヘティ州シグナギ行政区の村キルサで誕生。教育を受けて数学者となり、母校トビリシ国立大学で上級の学術職に就いた。「サイバネティックスと応用数学」科（Department of Cybernetics and Applied Mathematics）にて数年間、学科長を務めた。エドゥアルド・シェワルナゼ大統領の下で政界に入り、1995年に地元カヘティ州で大統領特使となった。2000年4月9日にシェワルナゼが大統領に再選すると、憲法の規定によりヴァジャ・ロルトキパニーゼ内閣が退陣。同年5月にアルセニシヴィリが国家大臣兼首相府長官に任命された。この任命は、ロルトキパニーゼとズラブ・ジワニア国会議長との妥協によるものとして、広く認識された。
2001年から2004年までアルセニシヴィリは駐オーストリア大使、駐ハンガリー大使、駐スロベニア大使、駐スロバキア大使、駐チェコ大使を歴任した。その後2004年から2006年まで大手通信会社ユナイテッド・テレコムで監査役会の委員を務め、2006年から2007年までグルジア鉄道で監査役会の委員を務めた。2008年、統一国民運動の公認を受けて、国会にテラヴィ小選挙区から立候補、当選した。
国会人権委員会に所属し、議長を務めた。2010年11月、心筋梗塞により死去。